# Птоз
Птоз — медичний термін, що вказує на патологічне опущення органа, як наприклад мастоптоз, гастроптоз і т. д..
Також Птоз (від πτῶσις — падіння) — опущення верхньої повіки. Може бути уродженим — недорозвинення або відсутність м'яза, що піднімає верхню повіку або набутим — виникає внаслідок паралічу м'яза, що піднімає верхню повіку, може спричинюватись невритом окорухового нерва, енцефалітом тощо. Лікування — усунення основного захворювання, фізіотерапія, іноді — хірургічне втручання. Часто є симптомом певних хвороб, зокрема при ботулізмі.

## Лікування
Якщо незначне опущення верхньої повіки доставляє косметичні проблеми, то виражене і повне опущення повіки закриває очі і не дає можливості бачити.
Тому при виражених птозах операція робиться раніше. При незначному птозі у дитини рекомендується дочекатися передшкільного віку. Якщо птоз виник в результаті травми або запалення, то операція повинна бути проведена не раніше, ніж через 6 місяців після травми або завершення запального процесу.
Суть операції полягає в дозованому піднятті верхньої повіки за рахунок укорочення м'яза.